# Marianne Baumann
Marianne Baumann, verehelichte Marianne Eule (* 30. Juli 1759 in Altona; † 9. März 1834 in Hamburg) war eine deutsche Theaterschauspielerin.

## Leben
1780 vermählte sie sich mit Theaterschauspieler Gottfried Eule, ihr Sohn war der Musikdirektor Karl Eule.
Baumann gehörte dem Hamburger Theater bis 1811 an, in welchem Jahre sie sich und ihren Gatten pensionieren ließ. 
Sie erwarb sich im Liebhaberinnenfach, wie später als ernste Mutter, den Namen einer überaus geachteten Künstlerin.